# Beneda
Beneda je malá vesnice a část obce Bušanovice v okrese Prachatice v Jihočeském kraji. Nachází se asi dva kilometry západně od Bušanovic. Beneda leží v katastrálním území Bušanovice o výměře 5,91 km².

## Historie
První písemná zmínka o vesnici pochází dle Historického lexikonu z roku 1840. Ves je ovšem zmiňována v matričních knihách farnosti Předslavice, kam patřila duchovní správou, již v první polovině 18. století.

## Obyvatelstvo
| Rok            | 1869 | 1880 | 1890 | 1900 | 1910 | 1921 | 1930 | 1950 | 1961 | 1970 | 1980 | 1991 | 2001 | 2011 | 2021 |
| -------------- | ---- | ---- | ---- | ---- | ---- | ---- | ---- | ---- | ---- | ---- | ---- | ---- | ---- | ---- | ---- |
| Počet obyvatel | 36   | 48   | 44   | 47   | 34   | 57   | 57   | 54   | 41   | 36   | 22   | 13   | 11   | 7    | 13   |
| Počet domů     | 6    | 8    | 10   | 10   | 8    | 12   | 12   | 13   | 13   | 11   | 8    | 14   | 14   | 14   | 14   |

## Obecní správa
Při sčítání lidu v letech 1850–1879 Beneda byla osadou obce Předslavice v okrese Strakonice. V následujícím období byla osada úředně zrušena. V letech 1910–1985 byla osadou obce Bušanovice, se kterým patřila nejprve do okresu Strakonice, ale od roku 1950 v okrese Prachatice. Od 1. července 1985 do 23. listopadu 1990 byla částí města Vlachovo Březí v okrese Prachatice. Od 24. listopadu 1990 je opět částí obce Bušanovice v okrese Prachatice.